# 烏準線
烏準線 (うじゅんせん、中文表記: 乌准铁路) または 烏将線 (うしょうせん、中文表記: 乌将铁路) とは中国新疆ウイグル自治区のウルムチ市と将軍廟駅を結ぶ全長264kmの鉄道路線。単線・非電化。烏西駅にて北疆線と接続する。

## 歴史
- 2007年11月15日、烏北・準東北駅間着工[1]。
- 2009年11月18日、開通[1]。
- 2019年7月12日、魏家泉駅および準東駅にて旅客扱い開始[2]。